# Elisabeth Jalbert
Elisabeth Jalbert (* 10. September 1922; † 24. Oktober 2004) war eine deutsche Gesangspädagogin.
Sie studierte Gesang bei Wilhelm Koberg, erhielt 1957 Lehrauftrag für Sologesang und war von 1968 bis 1990 Professorin an der Hochschule für Musik und Theater in Hamburg. Elisabeth Jalbert war verheiratet mit Jean Jalbert.
Elisabeth Jalbert wurde in der Familiengrabstätte auf dem Hamburger Friedhof Ohlsdorf beigesetzt. Diese liegt im Planquadrat ZZ 18, südöstlich von Kapelle 4. 